# Micrathyria cambridgei
Micrathyria cambridgei is een libellensoort uit de familie van de korenbouten (Libellulidae), onderorde echte libellen (Anisoptera).
De wetenschappelijke naam Micrathyria cambridgei is voor het eerst geldig gepubliceerd in 1897 door Kirby.